# Stadtautobahn

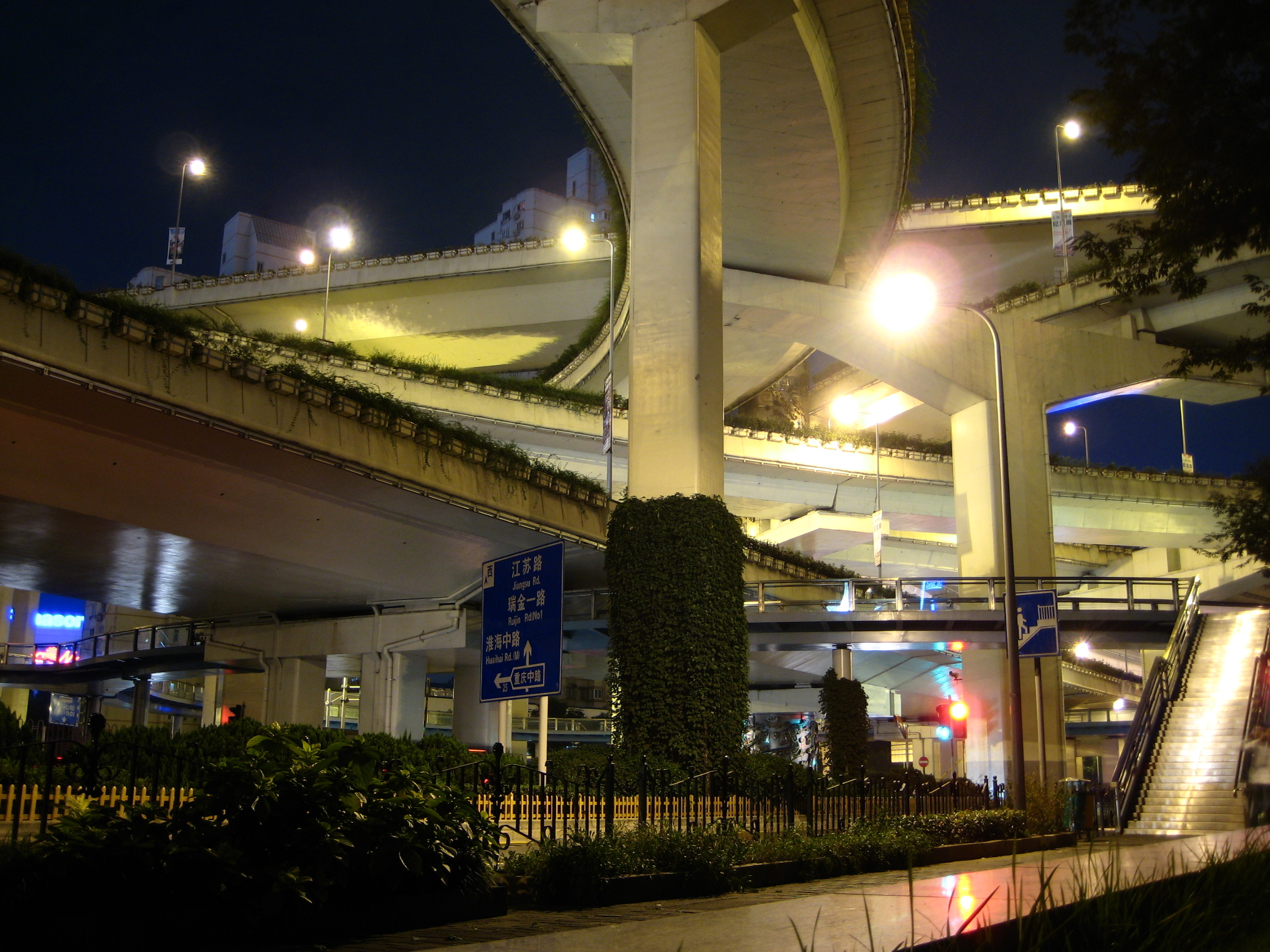
Innerstädtisches Autobahnkreuz in Shanghai

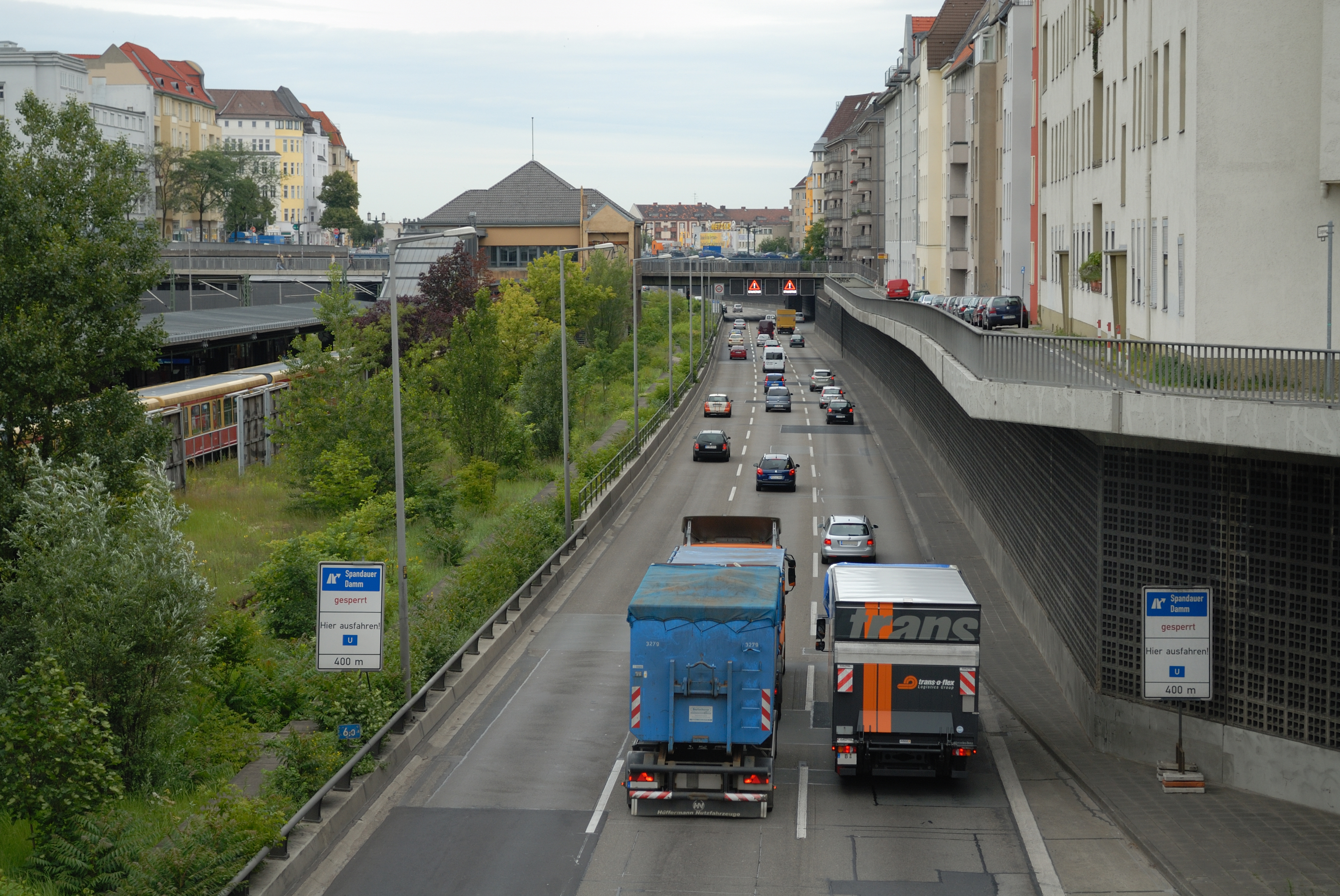
Bundesautobahn 100 in Berlin

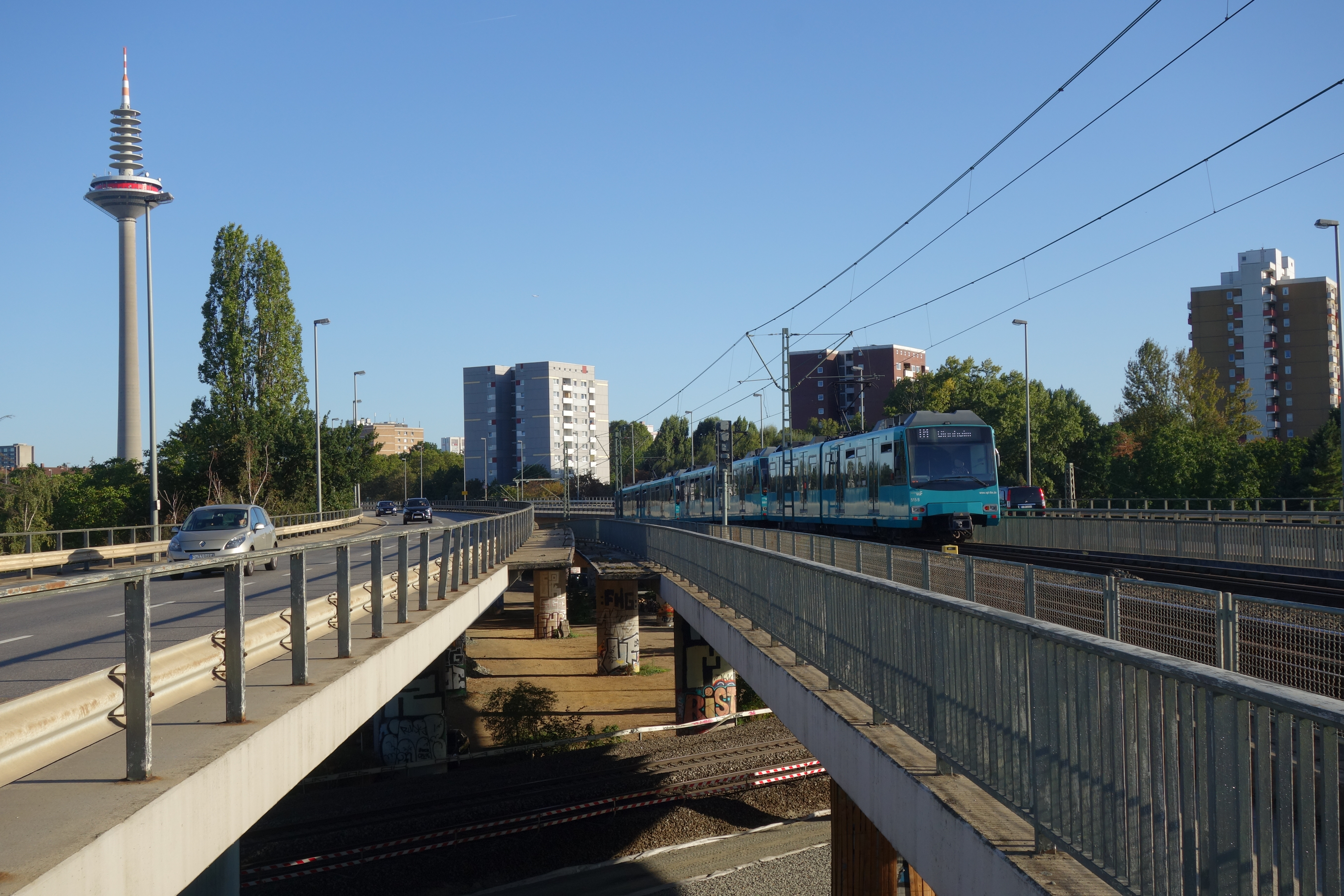
Rosa-Luxemburg-Straße in Frankfurt am Main: autobahnähnliche Hochstraße, zwischen den Auto-Fahrbahnen verkehrt die U-Bahn.

Aufgeständerte Stadtautobahn in Rom

Als Stadtautobahn wird eine Autobahn oder Schnellstraße bezeichnet, die innerhalb einer Ortslage verläuft und überwiegend von städtischem Verkehr genutzt wird.

## Bauliche Merkmale
Stadtautobahnen unterscheiden sich von Überland-Autobahnen in verschiedenen Punkten. So sind die Anschlussstellen aufgrund der beengten Platzverhältnisse kleiner dimensioniert und häufig mit Parallelrampen ausgestattet. Zudem ist der Abstand zwischen den Anschlussstellen wesentlich kürzer als außerorts, weshalb sie auch nicht wie außerorts schon 1000 Meter vorher auf großen Schildern angekündigt werden, sondern meistens erst kurz vorher und auf kleineren, den beengten Verhältnissen angepassten Schildern. Aufgrund der Vielzahl querender bzw. kreuzender Verkehrswege (Bahnstrecken, Straßen und Fußwege) ist die Zahl der Brückenbauwerke sehr hoch, des Weiteren ist die Stadtautobahn oftmals mit einer Straßenbeleuchtung ausgestattet. Die starke Verkehrsbelastung von Stadtautobahnen erfordert Maßnahmen der Verkehrslenkung, sodass dort eine Vielzahl Verkehrsbeeinflussungs- und Verkehrsleitanlagen zum Einsatz kommen.
Da Stadtautobahnen häufig durch dicht besiedeltes Gebiet führen, ist die Belästigung der Anwohner durch Lärm, Staub und Abgase besonders stark. Zum Schutz der Anwohner vor diesen Einflüssen werden auf Stadtautobahnen neben Geschwindigkeitsbeschränkungen auch bauliche Schutzmaßnahmen eingerichtet, wie beispielsweise Lärmschutzwände, offenporige Fahrbahnbeläge oder Einhausungen. Vielerorts werden Stadtautobahnen auch als Hochstraße oder in einem Tunnel geführt.

## Entwicklung
Vorbild für den Bau von Stadtautobahnen war der Leitgedanke der autogerechten Stadt. Der Fahrzeugverkehr sollte demzufolge ungehindert fließen können und eindeutig von anderen Verkehrsarten getrennt werden. Besonders in den Vereinigten Staaten wurden diese Gedanken schnell umgesetzt und verschiedene Stadtautobahnen angelegt. In den 1950er und 1960er Jahren wurden Stadtautobahnen zunehmend auch in Europa geplant und gebaut. Im kriegszerstörten Deutschland bot sich in vielen Städten die Möglichkeit, Stadtautobahnen anzulegen, ohne (gegebenenfalls konfliktträchtige) großflächige Abrisse vornehmen zu müssen. Durch die zunehmende Motorisierung war das bis dahin bestehende innerstädtische Straßennetz an vielen Stellen überlastet. 
Durch induzierten Verkehr (siehe Braess-Paradoxon) hat sich die erhoffte Wirkung auf den Verkehrsfluss in vielen Fällen nicht oder nur kurzfristig ergeben, so dass einige Stadtautobahnen schon kurz nach ihrer Eröffnung erweitert oder durch weitere Schnellstraßen ergänzt wurden. Die erste Stadtautobahn in Westdeutschland wurde am 27. Mai 1957 in Duisburg unter dem Namen Nord-Süd-Straße eingeweiht.
Innerstädtische Autobahnen haben Nachteile wie großen Platzbedarf, Zerschneidung von Stadtteilen und Verursachen von Lärm und Abgasen. Seit einigen Jahren werden daher weltweit Stadtautobahnen wieder abgerissen oder rückgebaut. In Asien werden in vielen Millionenstädten weiterhin Stadtautobahnen errichtet, da hier oft der öffentliche Personennahverkehr nicht ausreichend vorhanden ist.